# Orand
Orand är en ort i Azerbajdzjan.   Den ligger i distriktet Lerik Rayonu, i den södra delen av landet, 230 km sydväst om huvudstaden Baku. Orand ligger 1 649 meter över havet och antalet invånare är 1 378.
Terrängen runt Orand är huvudsakligen kuperad, men norrut är den bergig. Närmaste större samhälle är Lerik, 7,0 km öster om Orand. 
Trakten runt Orand består i huvudsak av gräsmarker. Runt Orand är det ganska tätbefolkat, med 60 invånare per kvadratkilometer.